# PGC 1237463
LEDA/PGC 1237463 ist eine Galaxie im Sternbild Löwe auf der Ekliptik, die schätzungsweise 627 Millionen Lichtjahre von der Milchstraße entfernt ist. Im selben Himmelsareal befinden sich u. a. die Galaxien NGC 3643, NGC 3644, NGC 3647, IC 683.